# قاتل‌ها (سرده)
قاتل‌ها (سرده) (نام علمی: Orcinus) نام یک سرده از خانواده دلفینیان است.